# روبرت زدار
روبرت زدار (بالإنجليزية: Robert Z'Dar)‏ هو منتج أفلام وممثل أمريكي، ولد في 3 يونيو 1950 بشيكاغو في الولايات المتحدة، وتوفي في 30 مارس 2015 في الولايات المتحدة بسبب نوبة قلبية.

## أعمال

### أفلام
- (1989) تانغو وكاش[4]

## وصلات خارجية
- روبرت زدار على موقع IMDb (الإنجليزية)
- روبرت زدار على موقع ألو سيني (الفرنسية)
- روبرت زدار على موقع أول موفي (الإنجليزية)
- روبرت زدار على موقع قاعدة بيانات الأفلام السويدية (السويدية)
- روبرت زدار على موقع قاعدة بيانات الفيلم (الإنجليزية)
- روبرت زدار على موقع كينوبويسك (الروسية)